# Бертло
Бертло́ (рос. Бертло) — присілок в Кізнерському районі Удмуртії, Росія.
Населення становить 138 осіб (2010, 194 у 2002).
Національний склад (2002):
- удмурти — 95 %

Урбаноніми:
- вулиці — Зарічна, Молодіжна, Садова, Центральна